# Silverflugsnappare
Silverflugsnappare (Empidornis semipartitus) är en fågel i familjen flugsnappare inom ordningen tättingar.

## Utseende och läte
Silverflugsnapparen är en 18 cm lång, unikt tecknad flugsnappare med silvergrå ovansida och orangefärgad undersida. Ungfåglarnas fjäderdräkt går i beige och grått, utan inslag av orange, och är täckt med fjälliknande teckningar. Sången består av en pratig blandning av ljusa gnissliga ljud och visslingar.

## Utbredning och systematik
Fågeln förekommer i sydvästra och södra Sudan, Sydsudan, västra Etiopien, östra Uganda, västra Kenya och norra Tanzania. Den behandlas som monotypisk, det vill säga att den inte delas in i några underarter.

### Släktestillhörighet
Fågeln placeras vanligen som ensam art i släktet Empidornis. DNA-från 2016 har visat på nära släktskap med flugsnapparna i släktet Melaenornis.

## Levnadssätt
Silverflugsnapparen hittas i rätt fuktig törnsavann, skogslandskap och jordbruksmarker. Den ses ofta sitta väl synligt på bara grenar och andra exponerade platser.

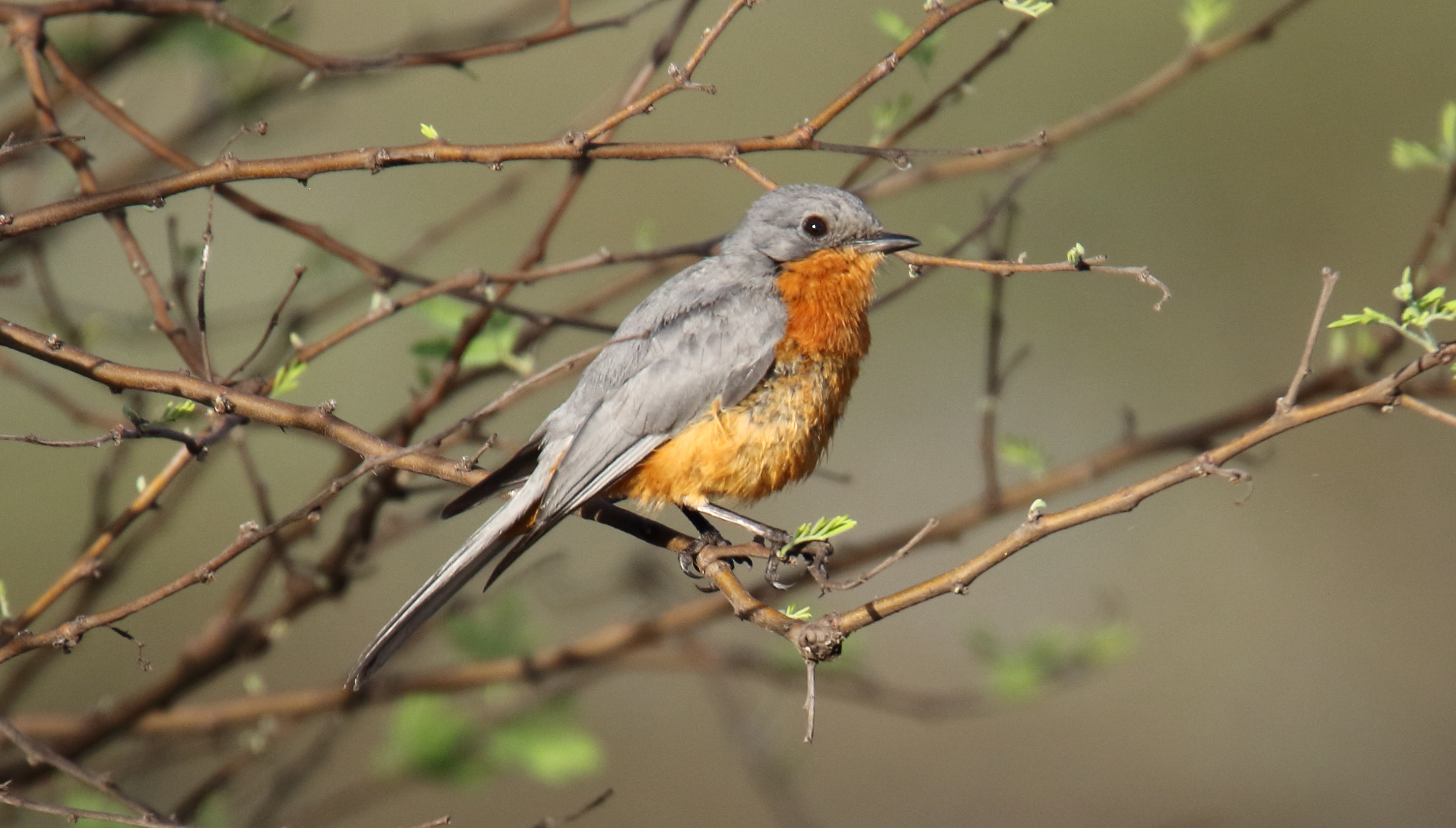

## Status
Arten har ett stort utbredningsområde och beståndet anses stabilt. Internationella naturvårdsunionen IUCN listar den därför som livskraftig (LC).